# Unione Monarchica Italiana
L'Unione Monarchica Italiana (U.M.I.) è un'associazione politica italiana fondata il 29 agosto 1944 a Roma.
L'intento principale dell'Unione è quello di restaurare la monarchia costituzionale in Italia tramite, in primo luogo, l'abrogazione dell'articolo 139 della Costituzione, e quindi promuovendo un referendum istituzionale col medesimo quesito di quello del 2 giugno 1946. L'Unione Monarchica Italiana sostiene ufficialmente il principe Aimone di Savoia-Aosta nella questione dinastica.

## Storia

### Origini
L'organizzazione nacque ufficialmente il 29 agosto 1944, su iniziativa di Augusto de Pignier, Luigi Filippo Benedettini, Carlo Calvosa e Giuseppe Gullo. Queste personalità, con apposito atto notarile, preconizzarono la nascita del movimento grazie alla fusione tra l’Unione Monarchica Democratico Liberale e l’Unione dei Monarchici italiani. 
Il 1º ottobre 1945, a Firenze, fu tenuto il primo congresso. La nuova associazione assunse la denominazione provvisoria di "Unione Monarchica Italiana". Il 20 ottobre ricevette l'autorizzazione da un'omonima organizzazione romana a utilizzare questa sigla in cambio della promessa di gestire il movimento giovanile della neonata associazione monarchica, il Fronte Monarchico Giovanile.
La sua finalità era l'instaurazione, con metodo democratico, della monarchia parlamentare in Italia in caso di vittoria nel referendum istituzionale del 1946.

### Nella Repubblica italiana
Dopo la nascita della Repubblica e l'esilio dei Savoia, l'Unione monarchica italiana venne riorganizzata, diventando inizialmente un movimento elitario, composto principalmente da personalità di spicco dell'ex Regno d'Italia, senza scendere nell'agone elettorale, anche perché nel secondo dopoguerra esistevano già due partiti monarchici piuttosto attivi: il Partito Nazionale Monarchico (1946-1959) e il Partito Monarchico Popolare (1954-1959), poi confluiti nel PDIUM (1959-1972).
Nel 1961 venne eletto Sergio Boschiero come segretario nazionale del Fronte Monarchico Giovanile. Successivamente, con l'elezione del Presidente Nazionale, l’avvocato Rinaldo Taddei, e del Segretario Generale Sergio Boschiero, l’U.M.I. continuerà una stagione di fervente attività.
Dopo la morte di Umberto II, l’U.M.I. tenne il X Congresso Nazionale, il quale affrontò la questione dinastica determinando nuove scissioni, ma di modeste dimensioni. Fu allora che l'UMI avrebbe riconosciuto nel Principe Amedeo d’Aosta il successore di Umberto II, e i sostenitori di Vittorio Emanuele lasciarono l’UMI. Sempre in quel congresso furono eletti Giuseppe Costamagna come Presidente Nazionale, Giovanni Semerano come Segretario Generale, Camillo Zuccoli come Vice Presidente e Ettore Laugeni come Segretario del Fronte Monarchico Giovanile.

### Ricostituzione
Alle soglie del 2000 l’Unione rinnovò tutta la sua dirigenza eleggendo come Presidente Onorario Giovanni Semerano, Presidente Nazionale Gian Nicola Amoretti, Segretario Generale Sergio Boschiero che rientrato nell’UMI ne riconobbe la giustezza delle posizioni. Nel corso del XII congresso nazionale, svoltosi a Roma dal 23 al 25 novembre 2012, i risultati delle elezioni videro Sergio Boschiero nominato Presidente Onorario, Alessandro Sacchi eletto Presidente Nazionale e Davide Colombo Segretario Nazionale.

### Unione monarchica italiana oggi
L'Unione monarchica ad oggi ha circa 70.000 iscritti.
Alle elezioni politiche del 2018, nelle liste della Lega - Salvini Premier, viene eletto alla Camera dei deputati Giuseppe Basini, militante del PLI, tuttavia anche componente dell'ufficio di Presidenza dell'UMI.
Alle elezioni europee del 2024 nelle liste di Forza Italia (il cui leader Antonio Tajani era in gioventù un iscritto dell'UMI) viene invece candidato il presidente Alessandro Sacchi nella circoscrizione Italia meridionale, senza essere eletto.

## Presidenti, segretari e sedi storiche
| Periodo                                                                  | Indirizzo                        | Presidenza | Segretariato                                                   | Presidenza onoraria                      |
| ------------------------------------------------------------------------ | -------------------------------- | --- | -------------------------------------------------------------- | ---------------------------------------- |
| Durante la campagna elettorale del 2 giugno 1946                         | via dell'Umiltà 83/c             | - Tullio Benedetti | - Giuseppe Trotta                                              | nessuna                                  |
| Durante l'esilio del Re Umberto II (dal 18 giugno 1943 al 18 marzo 1983) | via Sistina                      | - Luigi Filippo Benedettini | - Enzo Avallone                                                | nessuna                                  |
| Durante l'esilio del Re Umberto II (dal 18 giugno 1943 al 18 marzo 1983) | via della Mercede                | - Giovanni Galati, - Giuliano Capranica del Grillo.                                                                            | - Benedetto Siciliani                                          | nessuna                                  |
| Durante l'esilio del Re Umberto II (dal 18 giugno 1943 al 18 marzo 1983) | via Piemonte                     | - Raffaele Paolucci di Valmaggiore.                                                                                            | - Nino Guglielmi                                               | nessuna                                  |
| Durante l'esilio del Re Umberto II (dal 18 giugno 1943 al 18 marzo 1983) | via Rasella 155                  | - Raffaele Guariglia, - Adalberto Mariano, - Rinaldo Taddei                                                                    | - Sergio Dompieri, - Luigi Callegarini, - Giorgio di Vistarino | nessuna                                  |
| Dopo la morte del Re Umberto II (post 18 marzo 1983)                     | via Rasella 155                  | - Rinaldo Taddei, - Giuseppe Costamagna, - Giuseppe Barberi, - Marino Bon Valsassina, - Matteo de Nardelli, - Pierluigi Nardis | - Giovanni Semerano                                            | nessuna                                  |
| Dopo la morte del Re Umberto II (post 18 marzo 1983)                     | via Degli Scialoja.              | - Rinaldo Taddei, - Giuseppe Costamagna, - Giuseppe Barberi, - Marino Bon Valsassina, - Matteo de Nardelli, - Pierluigi Nardis | - Giovanni Semerano                                            | nessuna                                  |
| Dal 2002                                                                 | via Riccardo Grazioli Lante 15/A | - Gian Nicola Amoretti, - Alessandro Sacchi.                                                                                   | - Sergio Boschiero, - Davide Colombo, - Oronzo Cassa.          | - Giovanni Semerano, - Sergio Boschiero. |

### Segretari del Fronte Monarchico Giovanile
| Durante l'esilio del Re Umberto | Mario Lucio Savarese, Nicola Torcia, Giovanni Semerano, Filippo Fusco, Emilio di Nunzio, Giorgio di Nunzio, Ernesto Frattini, Sergio Boschiero, Domenico De Napoli, Antonio Maulu, Antonio Parisi; |
| Dopo la morte del Re Umberto    | Ettore Laugeni, Francesco Di Bartolomei, Emanuele Balzari, Amedeo de Dominicis, Simone Balestrini, Fabrizio Ciotola (Commissario Straordinario), Amedeo Di Maio                                    |

## Ideologia
L'Unione crede nel ritorno della monarchia costituzionale parlamentare, cioè della forma democratica che vede la figura del Capo dello Stato interpretata da un sovrano secondo il principio de il re regna ma non governa, principio applicato da pressoché tutti gli stati di istituzione monarchico costituzionale.
L'associazione vede all'interno dell'istituzione monarchica la difesa della democrazia, poiché questa non è espressione di una ideologia ma di tutta la volontà dello stato. Inoltre, ciò lo vede come antidoto alle oligarchie e importante all'interesse generale poiché è di primaria importanza per la dinastia regia equilibrare le forze che agiscono all'interno di uno stato, onde evitare che ciascuna prevarichi fino a minacciare la corona.
Inoltre l'Unione vede attraverso il ritorno della monarchia un ritorno alle idee risorgimentali che hanno formato lo Stato italiano adattandole, però, alla situazione contemporanea, attraverso una chiave moderna e non legata al passato.

## Benemerenze alla fedeltà

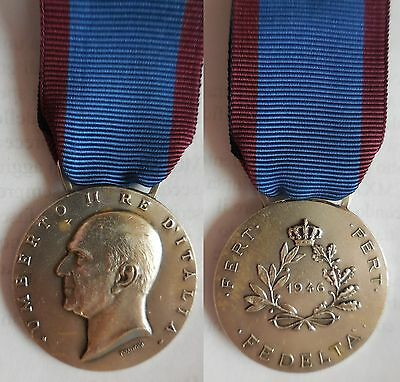
Fronte e retro di una Medaglia della Fedeltà

L'UMI, per espresso volere del re Umberto II conferisce ai suoi soci più meritevoli la medaglia della Fedeltà recante sul recto il volto del re con la scritta Umberto II Re d'Italia; sul verso, fra due rami d'alloro e di quercia legati fra loro dal nodo sabaudo e coronati con la corona reale, la scritta 1946, contornati in tondo dalla parola fedeltà e da due scritte col motto FERT; il nastro è azzurro, con due pali neri. La medaglia viene conferita in tre classi: oro, argento e bronzo.